# Manhunt of Mystery Island
Manhunt of Mystery Island (titlu original: Manhunt of Mystery Island) este un film SF, serial, american din 1945 regizat de Spencer Gordon Bennet, Yakima Canutt și Wallace A. Grissell. În rolurile principale joacă actorii Linda Stirling, Harry Strang, Tom Steele.

## Capitole
1. Secret Weapon (24min 38s)
2. Satan's Web (14min 27s)
3. The Murder Machine (14min 26s)
4. The Lethal Chamber (14min 27s)
5. Mephisto's Mantrap (14min 26s)
6. Ocean Tomb (14min 27s)
7. The Death Trap (14min 27s)
8. Bombs Away (14min 26s)
9. The Fatal Flood (13min 20s)
10. The Sable Shroud (13min 20s) - a re-cap chapter
11. Satan's Shadow (13min 20s)
12. Cauldron of Cremation (13min 20s)
13. Bridge to Eternity (13min 20s)
14. Power Dive to Doom (13min 20s)
15. Fatal Transformation (13min 20s)

Sursa:

## Distribuție
- Richard Bailey - Lance Reardon, a private detective
- Linda Stirling  - Claire Forrest, daughter of Professor Forrest
- Roy Barcroft  - Higgins/ Captain Mephisto
- Kenne Duncan  - Sidney Brand
- Forrest Taylor  - Professor William Forrest, inventor of the Radiatomic Power Transmitter
- Forbes Murray  - Professor Harry Hargraves
- Jack Ingram  - Edward Armstrong
- Harry Strang  - Frederick "Fred" Braley